# Bakkerijmuseum Veurne
Het Bakkerijmuseum is een interactief museum, gevestigd op de historische site van de Zuidgasthuishoeve in Veurne. Het museum bewaart en belicht de geschiedenis van het bakambacht en de bakcultuur. De focus ligt daarbij zowel op materieel als immaterieel erfgoed uit Vlaanderen en België, vanaf de negentiende eeuw tot vandaag.

## Historiek site Zuidgasthuishoeve
De Zuidgasthuishoeve kent een rijke geschiedenis die teruggaat tot de 14e eeuw. De hoeve was oorspronkelijk een van de drie gasthuizen in Veurne waar reizigers en behoeftigen in Veurne onderdak vonden. De eerste vermelding dateert uit 1314 onder de naam ‘zuutuut’ gasthuis - een verwijzing naar de ligging ten zuiden van de stad, net buiten de stadsomwalling. Tijdens de religieuze onrusten van de 16e eeuw, waaronder de Beeldenstorm, werd het (semi-)religieuze gasthuis grotendeels vernield en raakte het in onbruik. Vanaf 1570 kreeg het dan ook de naam Oudgasthuis en werd het vermoedelijk gebruikt als steengroeve.
Vanaf de 17e eeuw werden de gronden omgevormd tot pachthoeve onder de naam “Zuidgasthuishoeve”. De opbrengsten van deze hoeve waren bestemd voor de werking van het nieuw opgerichte Sint-Jansgasthuis binnen de Veurnse stadsmuren. In de 19e en 20e eeuw was de hoeve eigendom van openbare instellingen zoals de COO (vanaf 1925) die later het OCMW werd (vanaf 1977). De gebouwen werden tot het einde van de jaren 1970 verhuurd aan landbouwers.
Toen een rendabele landbouwuitbating niet langer haalbaar bleek en de hoeve deel van de industriezone dreigde te worden, werd in 1978 de vzw Zuidgasthuishoeve opgericht. Die kocht de hoeve met als doel er een culturele invulling aan te geven. In 1983 kwam de vzw in contact met Walter Plaetinck, die erfgoed rond het bakkersambacht verzamelde. Dit leidde twee jaar later tot de oprichting van het Bakkerijmuseum.
Sindsdien groeide de site uit tot een levendig museumcomplex. Na een grondige renovatie tussen 2022 en 2024 werd de volledige site overgenomen door de stad Veurne. Het vernieuwde museum opende zijn deuren voor het brede publiek op 4 en 5 mei 2024.

## Geschiedenis van het museum

Zicht op het nieuwe workshoppaviljoen en de tuin van het Bakkerijmuseum

Het Bakkerijmuseum in Veurne verwelkomde zijn eerste bezoekers op 25 juli 1985, dankzij de inzet van Walter Plaetinck. Hij was bakkerszoon, vertegenwoordiger bij Purators én gepassioneerd verzamelaar van bakkerserfgoed. Hij wilde in de jaren 1960 en 1970 het snel verdwijnende technisch erfgoed van kleine bakkerijen, dat bedreigd werd door de snelle moderniseringsgolf, veiligstellen. Zijn privécollectie vormde de basis van het museum.
Het museum groeide snel uit van een klassiek kijkmuseum tot een meer interactief doe-museum door het gevarieerde aanbod aan bakdemonstraties, workshops en tentoonstellingen. Oorspronkelijk bestond het domein uit een woonhuis, een schuur en een paardenstal. Die gebouwen werden stelselmatig omgevormd tot tentoonstellingsruimtes en een museumcafé. In 2004 kwam er een depotgebouw bij om de groeiende collectie te bewaren.
Tijdens grote renovatiewerken in 2022–2024 werd het museum grondig vernieuwd met een hedendaags en interactief concept. De kern van deze invulling bestaat uit bewaren, beleving, educatie, duurzaamheid en sociaal engagement. Daarvoor werd een nieuw gebouw geplaatst op de site die het onthaal en twee nieuwe workshopruimtes herbergt. De museumcollectie verhuisde van het vroegere woonhuis naar de vernieuwde schuur. Ook de tuin kreeg een grootschalige heraanleg om de verbondenheid tussen mens, natuur, voeding en landbouw te tonen. Op die manier wil het Bakkerijmuseum het verleden en de toekomst samenbrengen.

## De collectie
Het Bakkerijmuseum beheert een omvangrijke en veelzijdige collectie die bestaat uit zowel materieel als immaterieel erfgoed. In totaal ontsluit de collectie meer dan 24 000 objecten.
Het museum verzamelt sporen van het brood-, banket-, suiker- en ijsambacht, waarbij een focus gelegd wordt op het ambacht in Vlaanderen en België vanaf de 19de eeuw tot vandaag. Zo bevat de collectie onder andere handwerktuigen, machines, voertuigen, bakvormen, koekenplanken, verpakkingen, administratieve documenten, recepturen en kunstobjecten. Daarnaast verzamelt het museum ook immateriële elementen, zoals getuigenissen, video’s en andere opnames van gebruiken, tradities en technieken. Hoewel het zwaartepunt van de collectie ligt op de ambachtelijke praktijk in België, is er ook aandacht voor de bredere ontwikkelingen in West-Europa.

### Deelcollecties
De deelcollecties zijn grotendeels onderverdeeld in lijn met de verschillende takken binnen de brood- en banketbakkerij. Het grootste deel van de collectie is ook digitaal geregistreerd.
- Documenten en Personalia
- Broodbakkerij
- Winkel
- Banketbakkerij
- IJsbereiding
- Chocoladebewerking
- Speculaasbakkerij
- Wafel- en Hostie-ijzers
- Brood in de kunst
- Vervoer en Transport
- Suikerbakkerij
- Patakons (vormen voor nieuwjaarsbrood/‘vollaard’ en bijhorende rituelen)
- Foto’s en Ansichtkaarten

### Archieven
Naast objecten en immaterieel erfgoed bewaart het Bakkerijmuseum ook verschillende archieven van Belgische bakkerijfederaties en het eigen museumarchief. Het archief van het Brugse bakkersambacht is hier een uitzonderlijk voorbeeld van. Deze organisatie beschouwde zich al sinds haar oprichting in de late middeleeuwen als een federatie. Ook na de Franse Revolutie bleef ze actief als beroepsvereniging, onder de benaming ‘gemeenzaemheyt’.

### Bibliotheek en kenniscentrum bakambacht en bakcultuur
Door de jaren heen breidde ook de bibliothecaire erfgoedcollectie van het Bakkerijmuseum uit van een uitgebreide handbibliotheek voor de museummedewerkers. Vanaf 2010 is deze ook toegankelijk op afspraak voor externe bezoekers. De verzameling bevat onder andere moderne en historische handschriften, documentatiemappen, receptenboeken, handboeken, oude kranten en tijdschriften.

### Museumstukken

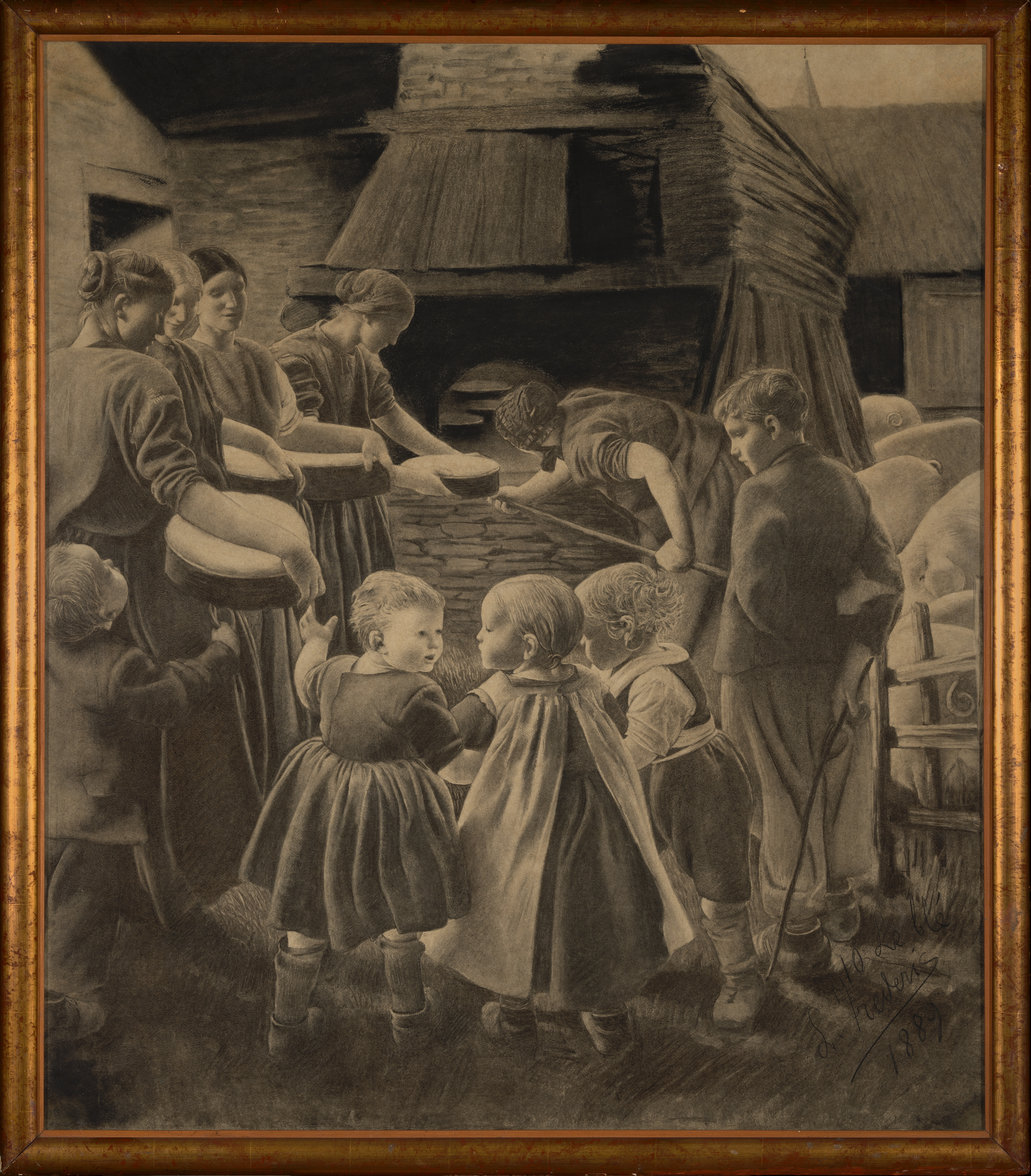
Léon Frédéric, De oven, houtskooltekening, 1889.
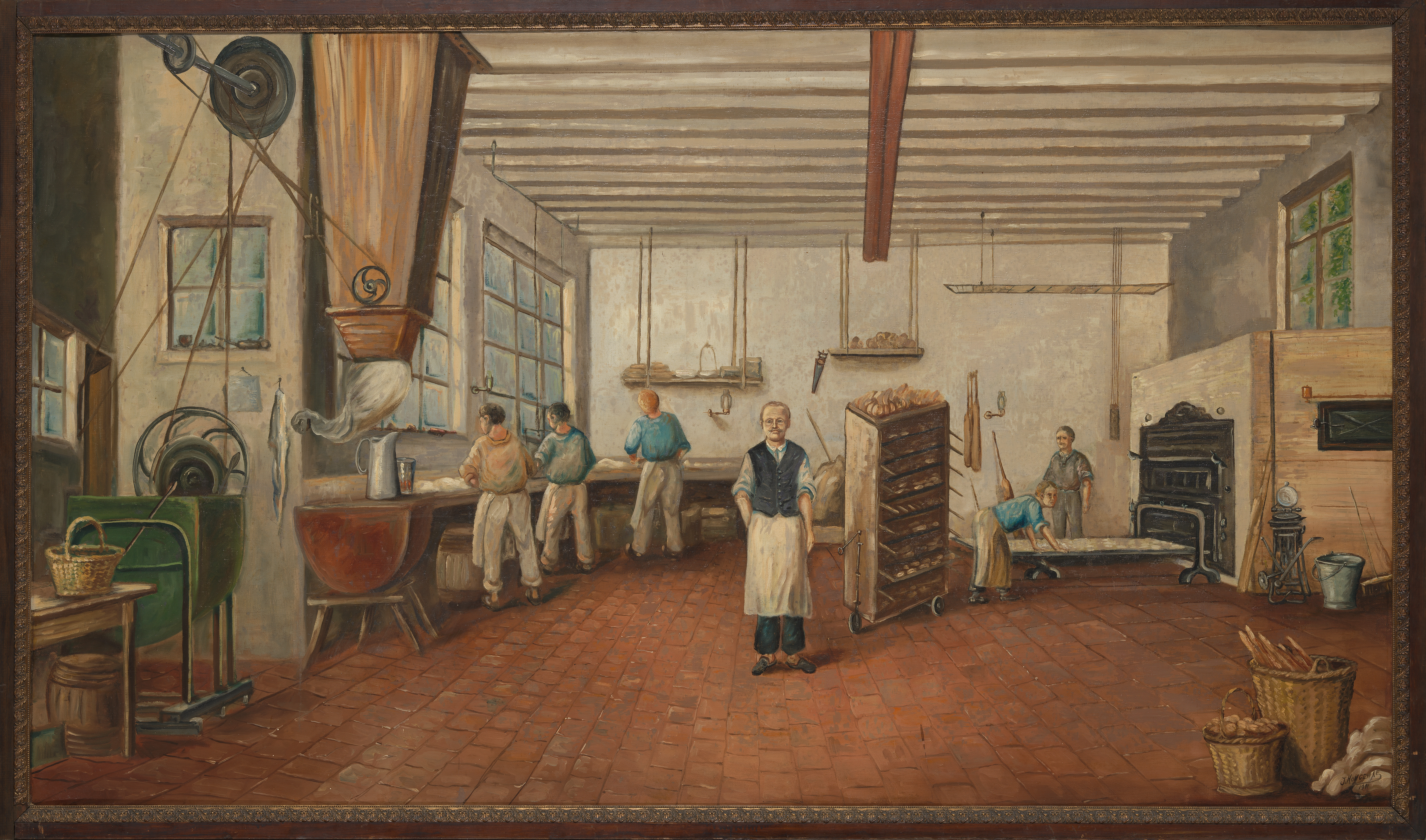
Jean-Baptiste Hongenae, Het bakken, 1909.
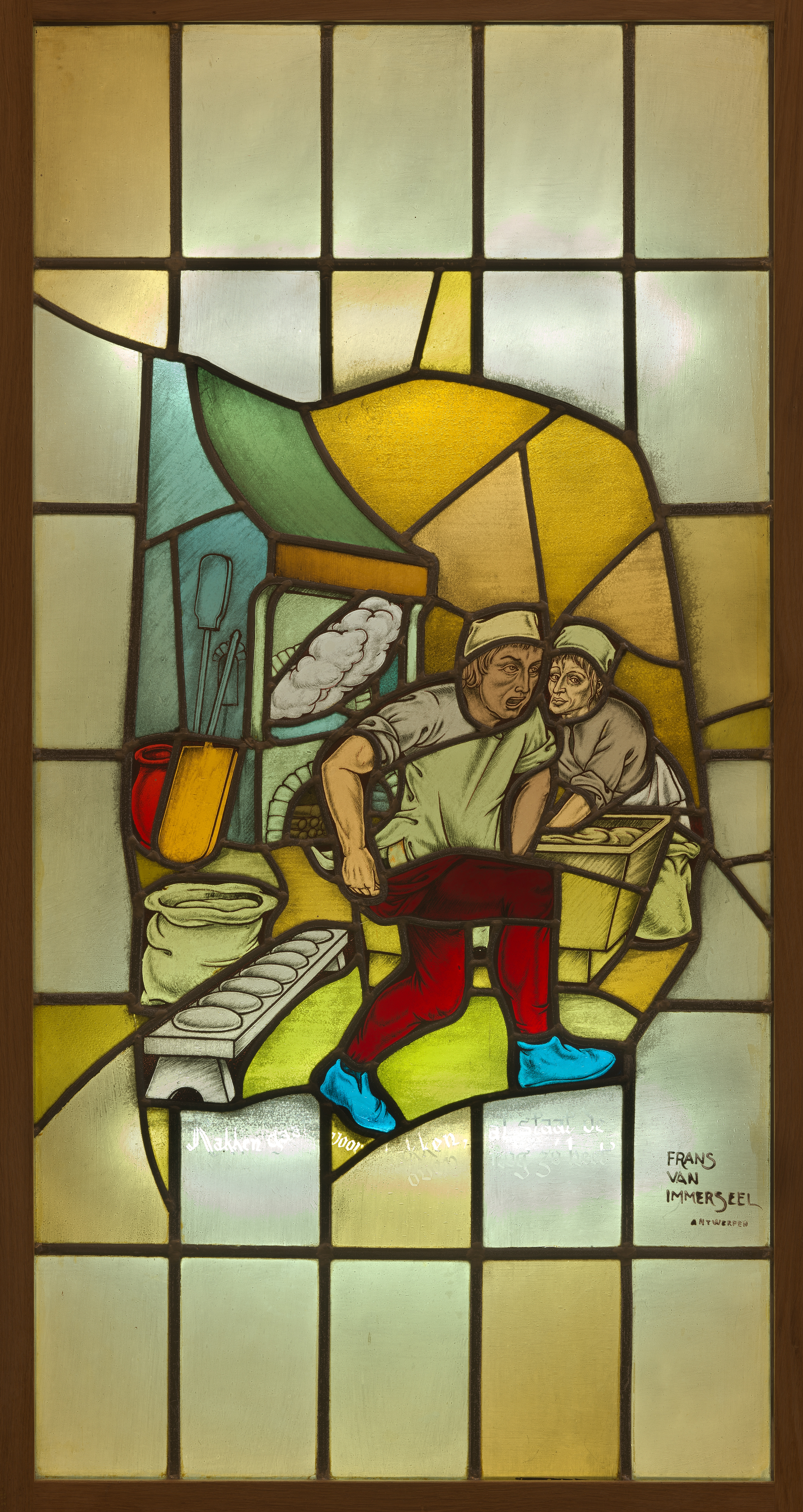
Frans Van Immerseel, Kakken gaat voor het bakken, glasraam, ca. 1960.
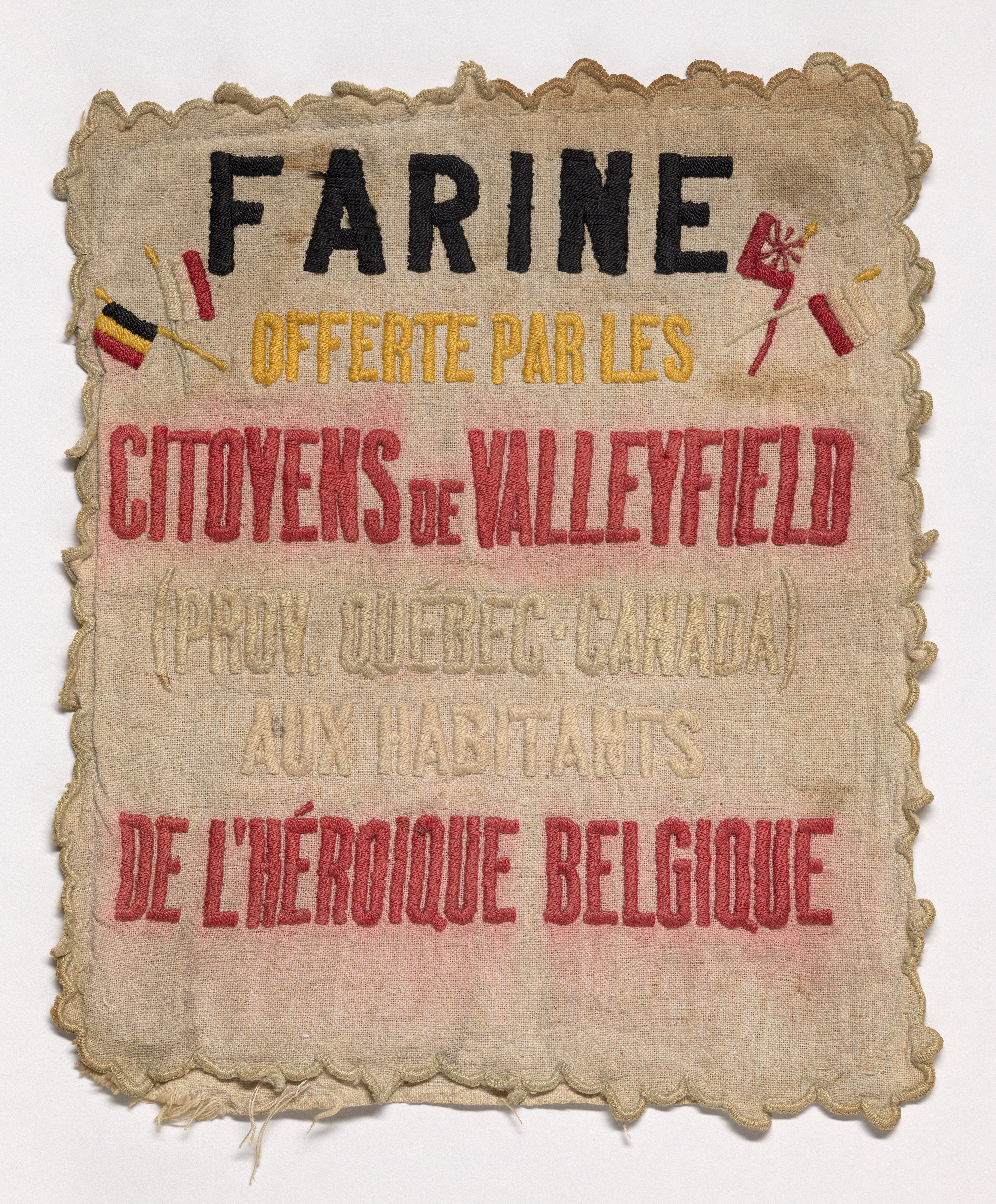
Geborduurde meelzakken uit de Eerste Wereldoorlog
Chocoladevormen
Speculaasplanken